# Gustáv Nedobrý

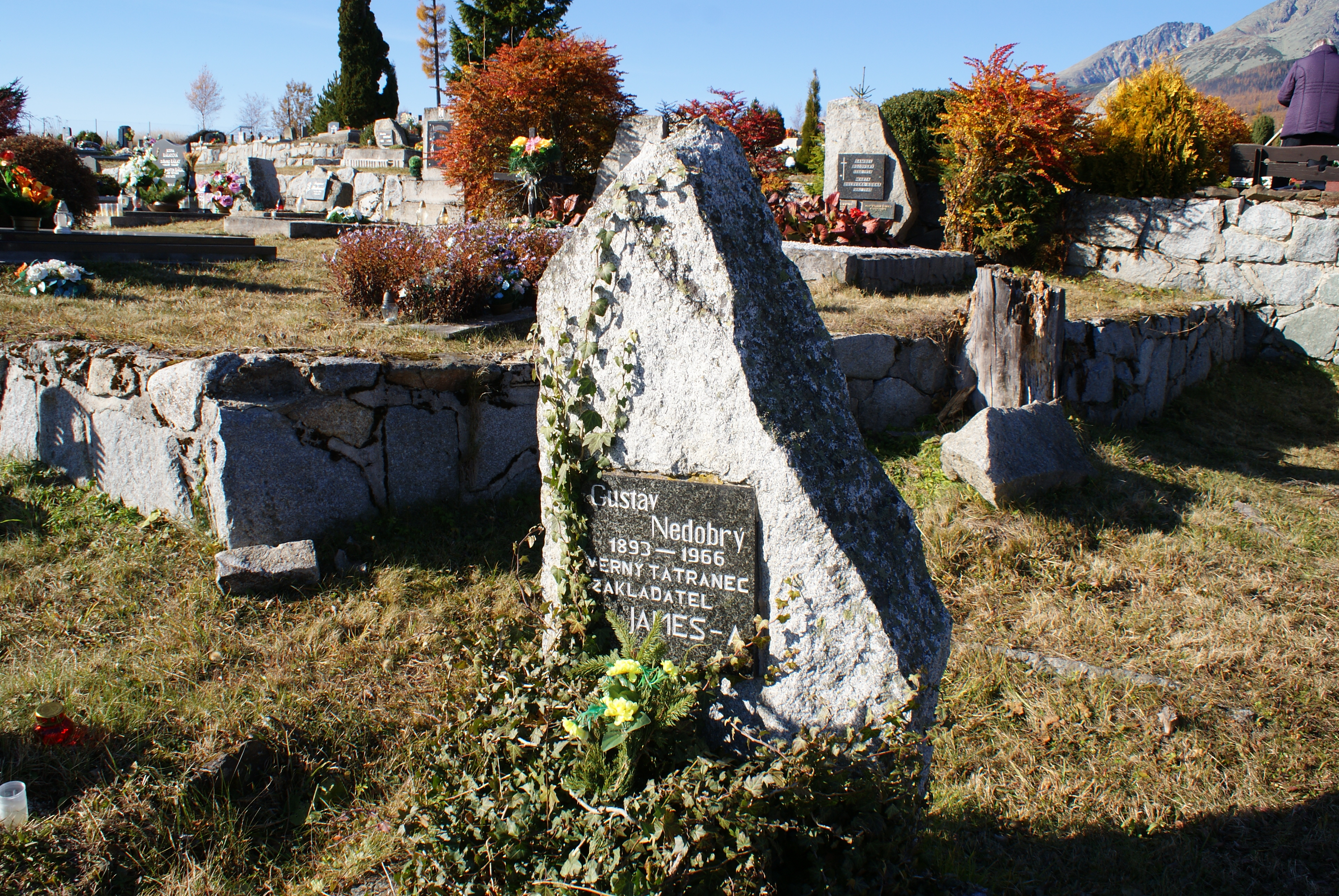
Grób Gustáva Nedobrego na cmentarzu w Nowym Smokowcu

Gustáv Nedobrý (ur. 11 marca 1893 r. w Beszeniowej, zm. ok. 10 marca 1966 r. w Nowym Smokowcu) – słowacki taternik, działacz turystyczny i ratownik tatrzański.
Przed wybuchem I wojny światowej Nedobrý pracował jako telegrafista kolejowy, w jej trakcie był lotnikiem. W latach 1920–1925 kierował internatem w Nowej Wsi Spiskiej, gdzie propagował uprawianie turystyki.

## Działalność na polu turystycznym
Gustáv Nedobrý uprawiał turystykę w Tatrach od ok. 1912 roku, kiedy to uczestniczył w słowackiej narodowej wycieczce na Krywań. W 1921 roku został jedynym ze współzałożycieli klubu taternickiego JAMES. W 1922 roku z pomocą Nedobrego założono pierwszy słowacki klub narciarski – Klub tatranských lyžiarov.
Od 1928 roku prowadził restaurację nad brzegiem Szczyrbskiego Jeziora. W latach 1936–1943 zajmował się prowadzeniem własnego schroniska, które ulokowane było nad Jamskim Stawem. Po jego spaleniu w lutym 1943 roku zajął się prowadzeniem bazaru nieopodal Szczyrbskiego Jeziora. W końcowym okresie swojego życia pracował w uzdrowiskach tatrzańskich, gdzie opowiadał o Tatrach ich gościom – wygłosił ok. 2500 tatrzańskich pogadanek.
W latach międzywojennych i wojennych należał do najaktywniejszych słowackich działaczy turystycznych, działał głównie w Tatrach i Słowackim Raju. W latach 1922–1928 był prezesem oddziału KČST w Nowej Wsi Spiskiej, a w latach 1928–1934 piastował stanowisko przewodniczącego Słowackiej Komisji KČST. W tym okresie współpracował z Polskim Towarzystwem Tatrzańskim i uczestniczył w szeregu konferencji polsko-czechosłowackich dotyczących tatrzańskiej i podtatrzańskiej turystyki. Od 1938 roku był członkiem KSTL, a w latach 1945–1949 jego prezesem.
Nedobrý zajmował się ratownictwem górskim. Działał w sferze organizacyjnej i był czynnym ratownikiem.

## Działalność podczas II wojny światowej
W czasie trwania II wojny światowej czynnie pomagał Polakom przedostać się przez Tatry i Słowację na Węgry. Podczas słowackiego powstania narodowego i po jego upadku współpracował z oddziałami partyzanckimi działającymi na terenie Tatr. Po zakończeniu wojny pomagał utworzyć organizację komunistyczną w Szczyrbskim Jeziorze i został jej pierwszym przewodniczącym.